# Gnailes
Gnailes ist ein Gemeindeteil der Stadt Rödental im oberfränkischen Landkreis Coburg in Bayern.

## Lage
Der ehemalige Weiler liegt am Fuß des Mahnberges auf einem Sattel zwischen den Tälern der Itz und Röden. 

## Geschichte
Gnailes wurde 1149 in einer Urkunde als „eciam Schafhusen“ erwähnt. In dieser bestätigte der Würzburger Bischof Siegfried von Truhendingen, dass dem neugegründeten Kloster Mönchröden durch Hermann Sterker, Burggraf von Meißen und seinen Bruder, den Grafen Sterker, auch diese Siedlung übergeben wurde. Der Ortsname „Gneyles“ ist erstmals für 1516 belegt und beruht wohl auf einem Flurnamen, der vom mittelhochdeutschen Wort knoll für Hügel abgeleitet werden kann. Im 19. Jahrhundert gehörte das Bergdorf Gnailes zu Mönchröden. 1846 wollten sich Gnailes und Schafhausen von Mönchröden trennen und eine eigene Gemeinde bilden.

## Einwohner und Zugehörigkeit
1925 umfasste die Siedlung 33 Einwohner und sechs Wohngebäude. Die Schule und die evangelische Kirche befanden sich im 1,9 Kilometer entfernten Mönchröden. Im Jahr 1950 lebten 35 Personen in fünf Wohngebäuden in Gnailes. 1970 waren es 32 Personen.
Am 1. Januar 1971 schloss sich Mönchröden mit den Gemeinden Einberg, Kipfendorf, Oeslau, Rothenhof und Unterwohlsbach zur Einheitsgemeinde Rödental zusammen. Seitdem gehört Gnailes, das in Wohnungsneubaugebieten aufgegangen ist, zur Stadt Rödental.